# Gare de Granges-Marnand
La gare de Granges-Marnand est une gare ferroviaire suisse de la ligne de la Broye, située dans la localité de Granges-près-Marnand sur le territoire de la commune de Valbroye, dans le canton de Vaud.

## Situation ferroviaire
Établie à 469 m d'altitude, la gare de Granges-Marnand est située au point kilométrique (PK) 50,4 de la ligne de la Broye (voie unique), entre les gares de Henniez et de Trey.
Outre la voie principale elle compte une voie d'évitement et des voies de service.

## Histoire
Une collision entre deux trains le 29 juillet 2013 cause la mort du conducteur d'un des trains et blesse 35 passagers.

## Service des voyageurs

### Desserte
Elle est desservie par une ligne régionale du réseau express régional vaudois

### Intermodalité
Un parking pour les véhicules et un parc pour les vélos y sont aménagés.